# معركة بينتي بيجاديا
معركة بينتي بيجاديا أو معركة بشبينار  (باليونانية: Μάχη των Πέντε Πηγαδιών) وتسمي أيضا «معركة الآبار الخمسة»، (بالتركية: Beşpınar Muharebesi) وهي معركة خلال حرب البلقان الأولى بين الدولة العثمانية ومملكة اليونان.
كان قطاع ابيريس له أهمية ثانوية بالنسبة للقيادة العليا اليونانية، التي ركزت على عمليات «جيش ثيساليا» بقيادة ولي العهد قسطنطين للتقدم نحو مقدونيا وتيسالونيكي وكانت القوات اليونانية بالمنطقة في البداية تتألف من 8000 رجل بالكاد من فوج المشاة الخامس عشر وخمس كتائب مستقلة، مدعومة بـ 24 بندقية ميدانية، بقيادة اللفتنانت جنرال كونستانتينوس سابونتزاكيس، علي الجانب الآخر كان القائد العثماني، أسعد باشا، تحت تصرفه فيلق يانيا  ، الذي يضم الفرقة الثالثة والعشرين وقوات الاحتياط الثالث والعشرين، ليمتلك كل من الطرفين حوالي 7000 رجل، يدعمهم 32 بندقية.
ابتعدت القوات اليونانية عن القيام باعمال عسكرية تجاه مدينة يوانينا نظرا لعدد القوات القليل، حيث ان المدينة كانت قد تم الدفاع عنها بشكل جيد من قبل القوات العثمانية المتحصنة في جبل بيزاني، مدعومة بـ 112 بندقية لذلك كان على الجيش اليوناني أن يكتفي بالسيطرة علي بريفيزا في 2 نوفمبر بعد النصر في نيكوبوليس في اليوم السابق.
القائد العثماني أسعد باشا، بعد أن وصل الي مقره في بينتي بيجاديا، بدأ هجومًا على المواقع اليونانية في 5 نوفمبر مع 5 كتائب، ولكن بسبب سوء الاحوال الجوية وبداية الثلوج في وقت مبكر، توقف الهجوم، بعد ذلك انتهت المعركة بالانسحاب العثماني بعد سبعة أيام، عانى اليونانيون من خسائر تقدر بنحو 26 قتيلا و 222 جريحا.